# Ludwigia spathulata
Ludwigia spathulata är en dunörtsväxtart som beskrevs av John Torrey och Gray. Ludwigia spathulata ingår i släktet ludwigior, och familjen dunörtsväxter. Inga underarter finns listade i Catalogue of Life.